# Centrale hydroélectrique Nyagak III
La centrale hydroélectrique Nyagak III est un mini-projet hydroélectrique de 6,6 Mégawatts en Ouganda.

## Histoire

### Projet
En septembre 2010, une étude d'impact sur l'environnement (EIE) a été conduite par Lahmeyer International GmbH, une société allemande de génie-conseil. La Uganda Electricity Generation Company Limited (UEGCL) souhaitait développer Nyagak III au moyen d'un partenariat public-privé (PPP). En 2013, la Société financière internationale a aidé l'UEGCL à trouver et à sélectionner un investisseur du secteur privé, qui investirait des fonds propres et organiserait un financement supplémentaire par emprunt et par fonds propres pour le projet. Cet investisseur concevrait, développerait et exploiterait ensuite le développement dans le cadre d'un accord PPP avec l'UEGCL. Ce processus de sélection devait durer environ un an, à compter de juillet 2013. L'investisseur privé sélectionné est un consortium composé de Hydromax Limited et Dott Services Limited. L'UEGCL et le consortium ont alors formé un véhicule à usage spécial, Genmax Nyagak Limited, qui construirait, exploiterait et gérerait la centrale électrique.

### Construction
Le processus de sélection de l'investisseur principal devait être clôturé en 2014.
La construction a commencé en 2015, avec une mise en service prévue en 2018,.
En 2011, la construction de la centrale électrique Nyagak III devait coûter environ 14 millions de dollars américains. L'énergie produite serait évacuée via les lignes électriques de transport existantes de 33 kilovolts reliant les villes de Paidha, Nebbi, Bondo, Okollo et Arua, construites à un coût estimé d'UGX : 44,2 milliards (13 millions d'euros) entre 2013 et 2015 à la suite du développement de la centrale électrique de Nyagak. En mars 2018, le Daily Monitor a rapporté que la KfW avait retiré une subvention de 36 milliards de shillings (8 millions d'euros) en vue de l'achèvement de ce projet, en raison d'un retard prolongé dans la conclusion de la clôture financière. Le gouvernement ougandais devra trouver de nouveaux financements pour combler ce manque.
En mars 2019, les coûts de construction seraient de 19,4 millions de dollars américains. Des prêts sont recherchés auprès de (a) la Banque de développement du commerce (TDB), (b) la Banque africaine de développement et (c) la Banque Exim de Chine. La TDB examine le projet en vue de le financer.

### Depuis 2019
En mars 2019, le ministère ougandais de l'Énergie et du développement minier a demandé à l'UEGCL d'accélérer la reprise des travaux de la centrale. La capacité du nouveau barrage est maintenant augmentée à 6,6 mégawatts. La société SPV s'appelle désormais GenVax Nyagak. Elle appartient conjointement au gouvernement ougandais (30%) et à un consortium (70%) comprenant (a) Tata Consulting Engineers (b) Dott Services Limited et (c) Hydromax Limited. Le tableau ci-dessous illustre la participation dans GenVax Nyagak : 
| Rang | Nom du propriétaire       | Pays    | Propriété en pourcentage |
| ---- | ------------------------- | ------- | ------------------------ |
| 1    | Gouvernement de l'Ouganda | Ouganda | 30,0                     |
| 2    | Ingénieurs-conseils Tata  | Inde    |                          |
| 3    | Dott Services Limited     | Ouganda |                          |
| 4    | Hydromax Limited          | Ouganda |                          |
|      | Total                     |         | 100,00                   |

## Emplacement
La centrale est établie de l'autre côté de la rivière Nyagak, dans le sous-comité de Nyapea, comté d'Okoro, district de Zombo, dans la sous-région du Nil occidental de la région nord de l'Ouganda. Le projet est situé à 7 kilomètres au nord de la ville de Paidha, à proximité de la frontière avec la République démocratique du Congo, et en aval de la centrale électrique Nyagak I.